# Chuaj-su

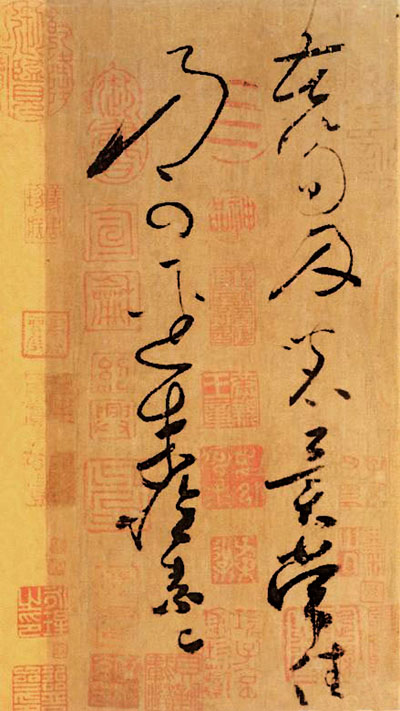
Ukázka Chuaj-suovy kaligrafie

Chuaj-su (čínsky pchin-jinem Huáisù, znaky zjednodušené 怀素, tradiční 懷素, 737–785) byl čínský kaligraf středně tchangského období obdivovaný pro své bláznivé konceptní písmo.

## Jména
Chuaj-su bylo jméno, které přijal jako buddhistický mnich. Jeho původní příjmení bylo Čchien (čínsky pchin-jinem Qián, znaky zjednodušené 钱, tradiční 錢), používal zdvořilostní jméno Cang-čen (čínsky pchin-jinem Zàngzhēn, znaky 藏真).

## Život a dílo
Chuaj-su pocházel z Jung-čou (v moderní provincii Chu-nan). V dětství se stal buddhistickým mnichem.
Byl výborným kaligrafem, v mládí prý kvůli chudobě cvičil na banánových listech. Nejvíce vynikal v „bláznivém konceptním písmu“, s oblibou psal na zdi a paravány, kde měl dostatek prostoru pro svou ničím nespoutanou kreativitu. Jeho nejznámějším dílem je autobiografie Z mého života (自叙帖, C’-sü tchie) napsaná roku 777, nejslavnější dochovaný tchangský text v konceptním písmu.
S o generaci starším Čang Süem, taktéž kaligrafem vynikajícím v konceptním písmu, byl spojován do dvojice zvané „bláznivý Čang a opilý Su“ (顛張醉素, tien Čang cuej Su)